# Floreni
Floreni es una comuna y localidad de Moldavia en el distrito (raión) de Anenii Noi.

## Geografía
Se encuentra a una altitud de 86 m s. n. m. a 17 km de la capital nacional, Chisináu.

## Demografía
En el censo 2014 el total de población de la localidad fue de 3 973 habitantes.